# Rá-Tim-Bum
Rá-Tim-Bum foi um programa infantil produzido em 192 episódios pela TV Cultura, estreando na emissora em 5 de fevereiro de 1990 e sendo exibido até 1994. Criado por Flávio de Souza, teve como roteiristas Cláudia Dalla Verde, Bosco Brasil, Mário Teixeira e Dionísio Jacob. A direção foi de Fernando Meirelles. Os atores veteranos Marcelo Tas e Carlos Moreno faziam parte do elenco. Foi reexibido também pelo canal TV Brasil e na TV paga pela TV Rá-Tim-Bum.
Com uma fórmula arrojada e quadros livres, Rá-Tim-Bum inovou a programação infantil, ainda cheio de fórmulas estereotipadas. O programa ganhou vários prêmios, entre os quais a Medalha de Ouro no Festival de Nova Iorque. O programa foi dedicado a crianças em fase de pré-alfabetização e centraliza ludicamente nos conceitos escolares de higiene pessoal, ecologia, cidadania, português e matemática. 

## Enredo
Rá-Tim-Bum teve diversos quadros que mesclavam conteúdo educacional com entretenimento infantil, sendo voltado especialmente às crianças em fase de pré-alfabetização de 3 a 7 anos. Cada quadro teve um elenco diferente e teve um intuito de centralizar ludicamente nos respectivos conceitos escolares de história mundial, ecologia, cidadania, português, matemática e filosofia, além de higiene pessoal e consciência coletiva. O programa (sempre do início ao fim) teve uma família comum que se reunia na frente da televisão para assistir o Rá-Tim-Bum, mostrando entre os quadros as lições e brincadeiras que eles haviam aprendido.

## Produção
O programa deu origem ainda as duas séries consagradas: Castelo Rá-Tim-Bum e Ilha Rá-Tim-Bum.

### Música
O compositor da trilha sonora do programa foi Edu Lobo, também compositor do tema de abertura homônimo cantado pelo grupo vocal Boca Livre (para a abertura o compositor decidiu arranjar a composição para um coral infantil).

#### Curiosidade
O nome "Rá-Tim-Bum" surgiu depois de um "evento" entre Edu Lobo e a equipe: Edu sugeriu o nome, inspirado no bordão do tema "Parabéns pra você" (popular nas festas infantis).[carece de fontes?]

## Exibição
A partir de abril de 1994, o programa passou a ser reexibido pela TV Cultura (reexibido neste canal até 30 de janeiro de 2015), pela TVE Brasil e pela TV Brasil. Foi exibido também pelo canal pago TV Rá-Tim-Bum (todos os dias - de segunda a domingo - ás 22h30) até 28 de setembro de 2012.
Como parte das comemorações dos 55 anos da TV Cultura os 20 primeiros episódios foram disponibilizados no aplicativo Cultura Play em 15 de junho de 2024. Não foi mantida a imagem original do programa, que foi gravado no formato 4:3, ela foi esticada em 16:9.

## Futuro
Em 2023, Flávio de Souza (o criador do Rá-Tim-Bum) e Fernando Vítolo se juntaram para uma websérie "Terra Chamando", retratando os programas da TV Cultura. Um livro, "'Alô'... 'Alô?!' Planeta Terra Chamando", tem previsão de lançamento para 2024.

## Elenco
| Ator / Voz          | Personagem               | Quadros                                 |
| ------------------- | ------------------------ | --------------------------------------- |
| João Victor d'Alves | Ivo da Silva             | Abertura/Senta Que Lá Vem História      |
| Pamella Domingues   | Lia da Silva             | Abertura/Senta Que Lá Vem História      |
| Grace Gianoukas     | Eva da Silva             | Abertura/Senta Que Lá Vem História      |
| Roney Facchini      | Luís da Silva            | Abertura/Senta Que Lá Vem História      |
| Marcelo Tas         | Professor Tibúrcio       | Classe do Professor Tibúrcio            |
| Carlos Moreno       | Euclides                 | Euclides e Sílvia                       |
| Helen Helene        | Cobra Sílvia (voz)       | Euclides e Sílvia                       |
| Helen Helene        | Contadora de histórias   | Contadores de Histórias                 |
| Helen Helene        | Darlene Rocha (voz)      | Jornal da Criança                       |
| Wandi Doratiotto    | Zé                       | Jornal da Criança                       |
| Márcio Ribeiro      | Arinélson (voz)          | Jornal da Criança                       |
| Goiabinha           | Bludo (voz)              | Jornal da Criança                       |
| Paulo Contier       | Máscara                  | Máscara, o Detetive                     |
| Luciano Ottani      | Rói (voz)                | Máscara, o Detetive                     |
| Luciano Ottani      | Professor Miguilim (voz) | Professor Miguilim                      |
| Luciano Ottani      | Molibdênio (voz)         | O que É?                                |
| Eliana Fonseca      | Kassilda                 | O que É?                                |
| Norival Rizzo       | Esfinge                  | Enigma da Esfinge                       |
| Mamma Bruschetta    | Zero                     | Zero e Zero Zero                        |
| Ricardo Corte Real  | Zero Zero                | Zero e Zero Zero                        |
| Arthur Kohl         | Contador de histórias    | Contadores de Histórias                 |
| Arthur Kohl         | Narrador                 | Senta Que Lá Vem História               |
| Marcelo Mansfield   | Dr. Barbatana            | Dr. Barbatana e as Sereias da Água Doce |
| Jéssica Canoletti   | Fada Dalila              | Fada Dalila                             |
| Iara Jamra          | Nina                     | O Mundo de Nina                         |
| Ângela Dippe        | Carlota Teodoro          | A Família Teodoro                       |
| Raul Barretto       | Péricles Teodoro         | A Família Teodoro                       |
| Carolina Silva      | Diana Teodoro            | A Família Teodoro                       |
| Lucas Silva         | Adolfo Teodoro           | A Família Teodoro                       |
| Theo Werneck        | Pinguim                  | O Pinguim Pianista                      |

## Quadros
- Senta que Lá Vem História
- Jornal da Criança
- Classe do Professor Tibúrcio
- Contadores de Histórias
- Euclides e Sílvia
- Enigma da Esfinge
- O Pinguim Pianista
- Zero e Zero Zero
- Fada Dalila
- A Família Teodoro
- Máscara, o Detetive
- O Mundo de Nina
- O que É?
- Como se Faz?
- Explorando
- Doutor Barbatana e as Sereias da Água Doce
- Professor Miguilim
- Os Porquinhos do Banheiro
- Pinguim Pianista
- Mímica
- Acalanto
- A Velha a Fiar
- Bate Boca (trava-língua)

## Trilha sonora
- Capa: Logotipo da série

1. Rá-Tim-Bum - Boca Livre/Coral infantil (tema de abertura)
2. Acalanto - Caetano Veloso
3. Preguiçosa - Joyce
4. Medley: Bandeira do Brasil/Eu Fui no Itororó - Coral infantil
5. Salabim - Mayra (tema da Fada Dalila)
6. Bate-Boca - Quarteto masculino (Quatro por Quatro) (tema do trava-língua)
7. A Família - Zé Renato (tema da família)
8. Minha Sereia - Edu Lobo (tema da sereia)
9. Sete Cores - Jane Duboc
10. A Refrescante Sensação - Coro feminino (desconhecido) (tema dos porquinhos no banheiro)
11. Sexy Sylvia - Rosa Maria (tema de Sylvia)

## Curiosidades
- Na abertura existe uma curiosa sequência de eventos conhecida como Máquina de Rube Goldberg, combinando animação com live-action.
- A abertura do Jornal da Criança teve o tema de abertura do filme De Volta Para O Futuro, utilizado no Jornal da Cultura até 1992.[carece de fontes?]

## Prêmios e indicações
| Ano  | Prêmio                                                            | Categoria                | Resultado | Ref. |
| ---- | ----------------------------------------------------------------- | ------------------------ | --------- | ---- |
| 1990 | 2º Festival de Vídeo Educativo - ECA/USP                          |                          | Venceu    |      |
| 1990 | Prêmio Criança 1990 - Fundação Abrinq                             |                          | Venceu    |      |
| 1990 | 2º Festival Internacional del Nuevo Cine Latino Americano de Cuba |                          | Venceu    |      |
| 1992 | Troféu APCA                                                       | Melhor Programa Infantil | Venceu    |      |